# Тоносё (Кагава)
Тоносё (яп. 土庄町 Тоносё:-тё:) — посёлок в Японии, находящийся в уезде Сёдзу префектуры Кагава. Площадь посёлка составляет 74,39 км², население — 14 154 человека (1 августа 2014), плотность населения — 190,27 чел./км².

## Географическое положение
Посёлок расположен на острове Сёдосима в префектуре Кагава региона Сикоку. С ним граничат города Такамацу, Окаяма, Сетоути, Бидзен, Тамано и посёлки Сёдосима, Наосима.

## Население
Население посёлка составляет 14 154 человека (1 августа 2014), а плотность — 190,27 чел./км². Изменение численности населения с 1980 по 2005 годы:
| 1980 | 21 398 чел. |  |
| 1985 | 20 752 чел. |  |
| 1990 | 20 191 чел. |  |
| 1995 | 19 074 чел. |  |
| 2000 | 17 711 чел. |  |
| 2005 | 16 411 чел. |  |

## Символика
Деревом посёлка считается Quercus phillyraeoides, цветком — рододендрон.